# Assimil

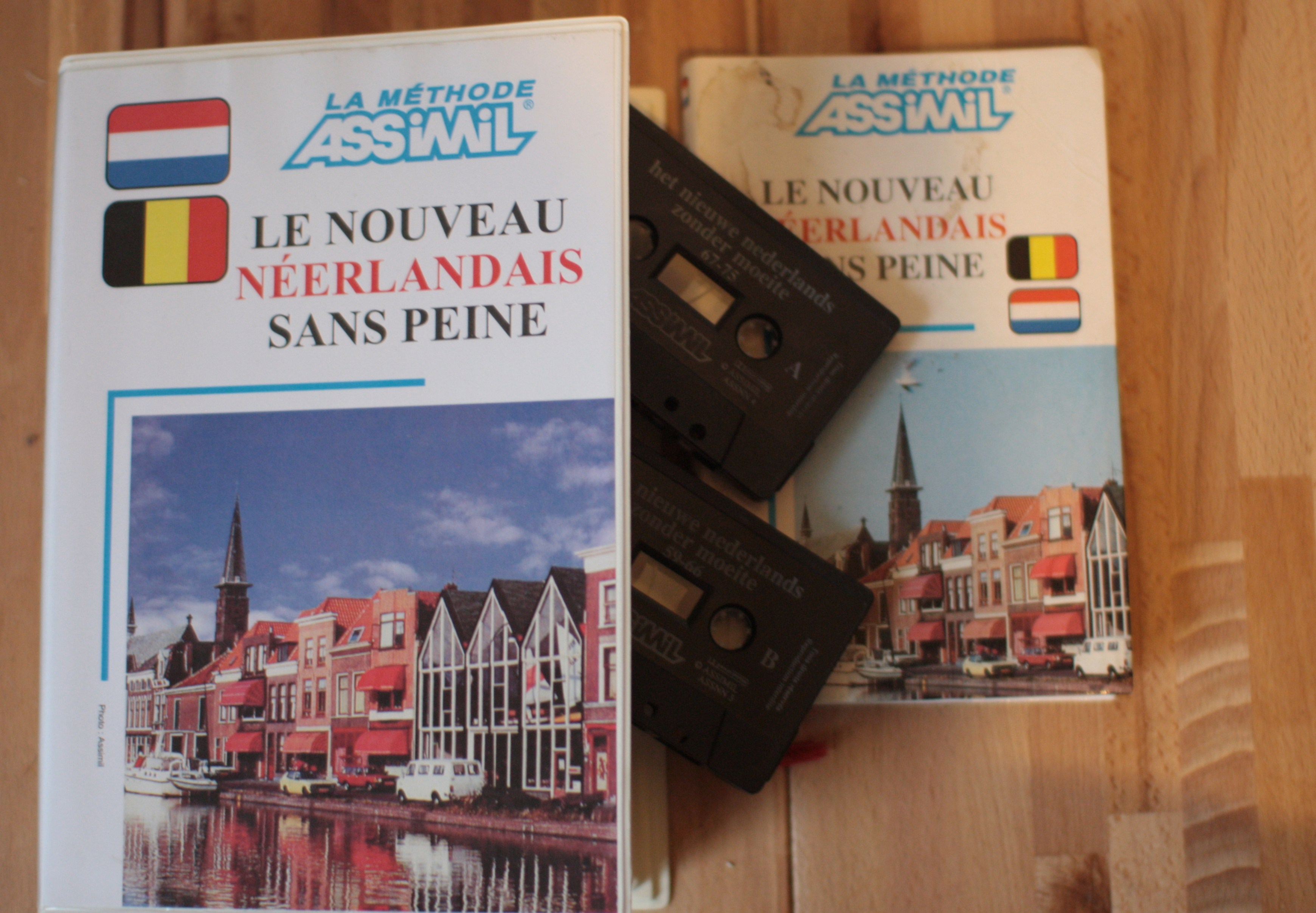
Mètode Assimil de neerlandès.

Assimil és el nom d'una editorial francesa dedicada principalment a l'edició de material didàctic per a l'autoaprenentatge de llengües. "Sans Peine" és la seva col·lecció més popular. L'anglais sans peine (L'anglès sense esforç), el primer volum d'Assimil, va ser escrit per Alphons Chérel el 1929. Ara per ara n'hi ha més de quaranta, dedicats a diferents llengües.
Els productes de la col·lecció «Sans Peine» els formen dos elements: els enregistraments (en disc compacte o cintes d'àudio) i els llibres, que comprenen el text de les lliçons, les explicacions gramaticals i la solució dels exercicis.
El mètode Assimil es va fer famós per la primera frase de L'Anglais sans peine: My tailor is rich (el meu sastre és ric), que ha estat repetida i parodiada nombroses vegades, per exemple a La cantatrice chauve, d'Eugène Ionesco, o a Astèrix a Bretanya.